# Michael Bruxner

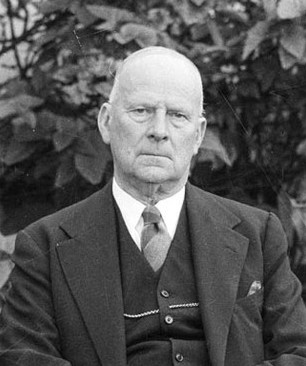
Michael Bruxner (1951)

Sir Michael Frederick Bruxner, KBE, DSO (* 25. März 1882 in Tabulam, New South Wales; † 28. März 1970 in Sydney, New South Wales) war ein australischer Offizier und Politiker der Progressive Party sowie der Country Party, der zwischen 1920 und 1962 fast 42 Jahre lang Mitglied im Parlament von New South Wales war, verschiedene Ministerämter bekleidete und von 1932 bis 1941 als stellvertretender Premierminister des Bundesstaates New South Wales fungierte.

## Leben

### Viehzüchter, Offizier im Ersten Weltkrieg und Mitglied des Parlaments von New South Wales

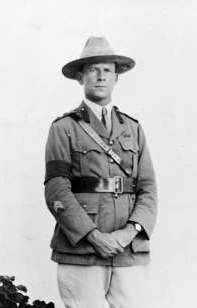
Oberstleutnant Michel Bruxner (1918)

Michael Frederick Bruxner war der Sohn des aus England eingewanderten pastoralen Viehzüchters Charles Augustus Bruxner und dessen Ehefrau Sarah Elizabeth Barnes. Nach dem Besuch der St Mark’s Crescent School in Darling Point und der 1894 gegründeten The Armidale School begann er ein Studium der Rechtswissenschaften an der Universität Sydney, das er jedoch nach zwei Jahren ohne Abschluss aufgab. Danach arbeitete er auf der elterlichen Farm und war zeitweise als Lager- und Stationsagent in Tenterfield tätig, ehe er bei Tenterfield die Farm Roseneath erwarb und dort Hereford-Rinder züchtete. 1910 trat er in die Kavallerieeinheit Tenterfield Light Horse der Reservearmee (Citizen Military Forces) ein und wurde zudem 1914 zum Friedensrichter (Justice of the Peace) ernannt.
Während des Ersten Weltkrieges diente er von 1914 bis 1919 im 6. Leichten Kavallerieregiment (6th Light Horse Regiment) der Infanterie (Australian Infantry Forces) und nahm mit diesem an der Schlacht von Gallipoli (19. Februar 1915 bis 9. Januar 1916) sowie an den Kämpfen an der Palästinafront (28. Januar 1915 bis 28. Oktober 1918) teil. 1916 wurde er zum Oberstleutnant (Lieutenant Colonel) befördert und zum Offizier der französischen Ehrenlegion ernannt. Für seine Verdienste im weiteren Kriegsverlauf wurde ihm am 1. Januar 1919 der Distinguished Service Order (DSO) verliehen. Er diente zwischen 1918 und 1919 noch in der ANZAC Mounted Division, einer von Australien und Neuseeland gemeinsam aufgestellten Division berittener Infanterie. 
Nach seiner Rückkehr verkaufte er seinen landwirtschaftlichen Besitz Roseneath und erwarb den Gehöftteil der Old Auburnvale Station.
Bei der Wahl vom 20. März 1920 wurde Bruxner für die Progressive Party erstmals Mitglied im Parlament von New South Wales, nachdem er mit 4.935 Stimmen (25,42 Prozent) im Wahlkreis Northern Tablelands, der drei Abgeordnete stellte, zum Mitglied der Legislativversammlung (NSW Legislative Assembly) gewählt, des Unterhauses des Parlaments. Er vertrat diesen Wahlkreis nach seinen Wiederwahlen am 25. März 1922 und 30. Mai 1925 bis zur Auflösung dieses Wahlkreises am 7. Februar 1927, wobei er bei der Wahl 1927 mit 41,97 Prozent sein bestes Ergebnis erzielte.

### Parteivorsitzender, Wiederwahlen, Minister und stellvertretender Premierminister

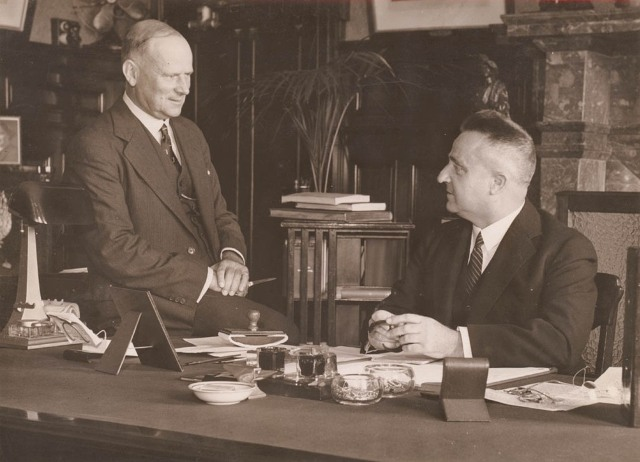
Bruxner mit Premierminister Bertram Stevens von der United Australia Party (1. März 1939)

Als Nachfolger von Walter Wearne wurde er 1922 als Leader of the Progressive Party zudem Vorsitzender der Fortschrittspartei sowie 1925 als Leader of the New South Wales Country Party Vorsitzender der daraus hervorgegangenen Country Party im Bundesstaat New South Wales, wobei bereits 1925 Ernest Buttenshaw ihn als Parteivorsitzender ablöste. Bei den Wahlen am 14. September 1927 wurde er ohne Gegenkandidaten und damit ohne formellen Wahlgang im neu geschaffenen Wahlkreis Tenterfield wieder Mitglied der Legislativversammlung und gehörte dieser nach seinen Wiederwahlen am 25. Oktober 1930, 25. Mai 1932, 18. April 1935, 26. März 1938, 10. Mai 1941, 27. Mai 1944, 3. April 1947, 17. Juni 1950, 14. Februar 1953, 10. Februar 1956 und 21. März 1959 bis zum 5. Februar 1962 an. Er wurde auch bei den Wahlen 1932, 1935, 1947 und 1956 ohne Gegenkandidaten und Wahlgang jeweils für gewählt erklärt und erzielte mit 68,08 Prozent bei den Wahlen sein bestes Ergebnis.

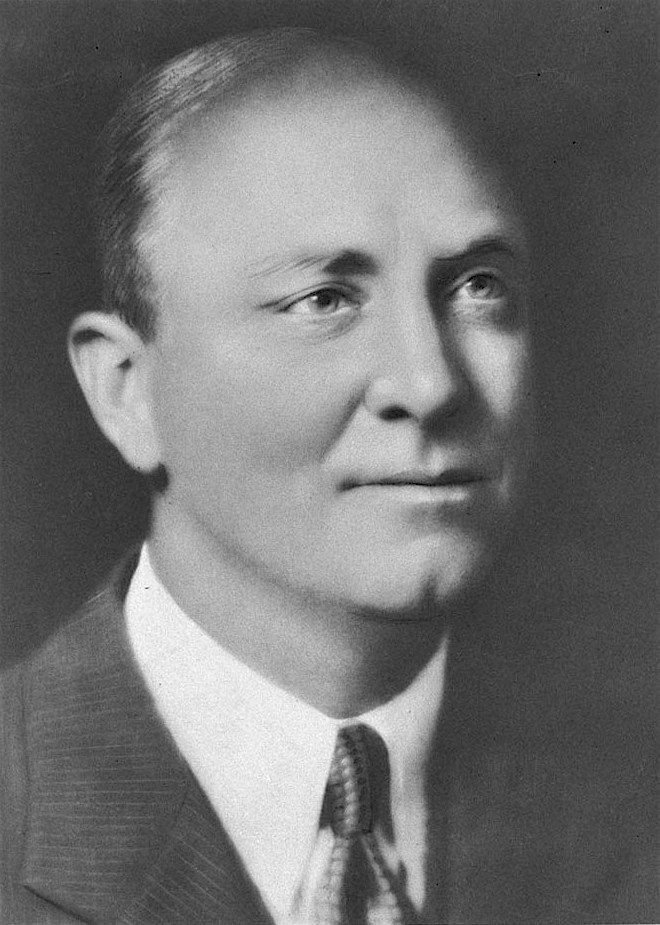
Premierminister Alexander Mair, in dessen Kabinett Bruxner zwischen 1939 und 1941 ebenfalls stellvertretender Premierminister sowie zugleich Verkehrsminister war.

Am 18. Oktober 1927 übernahm Michael Bruxner in der Koalition mit der Nationalist Party of Australia von Premierminister Michael Bavin sein erstes Regierungsamt und fungierte bis zum 3. November 1930 als Minister für Kommunalverwaltung (Minister for Local Government). 1932 löste er wiederum Ernest Buttenshaw als Leader of the New South Wales Country Party und übte die Funktion des Vorsitzenden der Country Party im Bundesstaat New South Wales 26 Jahre lang bis zu seiner Ablösung durch Davis Hughes 1958 aus. Nach Bildung einer neuen Koalitionsregierung mit der United Australia Party (UAP) wurde er im Kabinett von Premierminister Bertram Stevens am 16. Mai 1932 stellvertretender Premierminister (Deputy Premier) und behielt dieses Amt bis zum 4. August 1939. Zugleich war er im Kabinett Stevens zwischen dem 16. Mai und dem 17. Juni 1932 zugleich Minister für Verkehr und Kommunalverwaltung (Minister for Transport and Local Government) beziehungsweise nach einer Regierungsumbildung vom 18. Juni 1932 bis zum 4. August 1939 zusätzlich Verkehrsminister (Minister for Transport). Während einer mehrmonatigen Auslandsreise von Premierminister Stevens übte er ferner zwischen dem 11. März und dem 2. Oktober 1936 das Amt des kommissarischen Premierministers (Acting Premier). Er gehörte am 12. Mai 1937 zur parlamentarischen Delegation Australiens bei der Krönungsprozession von Georg VI. zum britischen Monarchen. Des Weiteren war er von 1938 bis 1951 Mitglied des Beratungsgremiums des New England University College.
Nach der Bildung einer neuerlichen Koalitionsregierung mit der United Australia Party bekleidete Bruxner auch im Kabinett von Premierminister Alexander Mair zwischen dem 5. August 1939 und dem 16. Mai 1941 die Ämter als stellvertretender Premierminister sowie zugleich auch als Verkehrsminister. Nach der Niederlage der UAP-Country Party-Koalition bei den Wahlen am 10. Mai 1941 musste er mit seiner Partei in die Opposition und verblieb in dieser bis zu seinem Ausscheiden aus der Legislativversammlung am 5. Februar 1962. Er engagierte sich in der Royal Agricultural Society of New South Wales, der Königlichen Landwirtschaftlichen Gesellschaft des Bundesstaates, und war Mitglied von deren Beirat sowie 1948 deren Vizepräsident. Nach seiner Ablösung als Parteivorsitzender durch Davis Hughes war er zwischen 1958 und 1963 noch Mitglied des Zentralen Exekutivvorstandes sowie zugleich von 1958 bis zu seinem Tode 1970 Mitglied des Beirates der Country Party. 
Für seine langjährigen Verdienste wurde Michael Bruxner im Zuge der sogenannten „New Year Honours“ am 1. Januar 1962 zum Knight Commander des Order of the British Empire (KBE (Civ)) geschlagen, so dass er seither den Namenszusatz „Sir“ führte. Aus seiner am 17. Juni 1908 in Kiama geschlossenen Ehe gingen eine Tochter und zwei Söhne hervor, darunter James Caird „Tim“ Bruxner (1923–2017), der von 1962 bis 1981 ebenfalls den Wahlkreis Tenterfield in der Legislativversammlung vertrat und auch mehrmals Minister war. Zu Ehren von Sir Michael Bruxner wurde der Bruxner Highway benannt, eine Fernstraße im Nordosten des Bundesstaates New South Wales, die entlang der Grenze zu Queensland in Ost-West-Richtung verläuft und den Pacific Highway bei Ballina mit dem Newell Highway in Boggabilla und somit die Region Northern Rivers mit den Plateaus der Northern Tablelands verbindet. Sein Cousin war der Politiker Charles Barnes (1901–1998), der von 1958 bis 1972 Mitglied des Repräsentantenhauses sowie mehrmals Minister war.